# Paris-Méditerranée
Pour plus de détails, voir Fiche technique et Distribution.
Paris-Méditerranée est un film français réalisé par Joe May et sorti en 1932. 
Joe May a tourné deux versions du film, la version française et une version allemande intitulée Zwei in einem Auto ou Die Reise ins Glück avec les acteurs Magda Schneider, Karl Ludwig Diehl, Richard Romanowsky et Ernst Verebes.

## Synopsis
Inconnu.

## Fiche technique
- Titre original : Paris-Méditerranée
- Titres alternatifs français : Le chemin du bonheur et Deux dans une voiture[2]
- Réalisation : Joe May
- Scénario : Bruno Granichstaedten, Ernst Marischka
- Dialogues : Louis Verneuil
- Décors : Jacques Colombier
- Photographie : Jean Bachelet, René Colas, Otto Kanturek et Bruno Timm
- Son : Livermann
- Musique : Bruno Granichstaedten et Willy Schmidt-Gentner
- Lyrique : René Pujol et Charles-Louis Pothier[1]
  - Chansons présentes dans le film : La Valse Câline -Valse chantée, "Jolis songes roses" - Valse chantée, "Dans tes mains blanches" - Tango chanté et "Deux dans une voiture" - Fox-Trot chanté[3]
- Société de production :  Joe May-Film
- Société de distribution :  Pathé Consortium Cinéma
- Pays  :  France
- Langue originale : français
- Format : Noir et blanc - 1,37:1 - 35 mm - Son mono
- Genre : Comédie
- Durée : 75 minutes
- Date de sortie :	
  - France : 19 février 1932
  - Allemagne : 8 mars 1932 à Berlin

Sources : Bifi et IMDb

## Distribution
- Jean Murat : Lord Kingdale
- Annabella : Solange Pascaud
- José Noguero : Antonio Mirasol
- Louis Florencie : Benoit
- Frédéric Duvallès : Anatole Biscotte
- Pierre Finaly : l'aubergiste
- Henri Richard
- Émile Riandreys
- Georges Tréville
- Charles Dechamps
- Louis Lorsy : le réceptionniste de l'hôtel
- Christiane Tourneur
- Gaby Morlay :  non crédité
- Louis Verneuil :  non crédité

## Autour du film
- Le film a été tourné dans les studios d'enregistrements sonores de Joinville-le-Pont[1].